# 世にも奇妙な漫☆画太郎
『世にも奇妙な漫☆画太郎』（よにもきみょうなまんがたろう）は、漫☆画太郎による日本の漫画作品。『ビジネスジャンプ』（集英社）にて連載されていた。2009年にはOVAが発売されている。

## 概要
多くは1話完結のオムニバス方式だが、2話3話と連作形式の話もある。単行本は全7巻で完結だが、単行本化の際に省かれた作品も数話ある。なお、それら作品は秋田書店刊行の『画太郎先生だぁ〜い好き』に収録されている。『ビジネスジャンプ』で連載された順番と単行本収録時の順番は異なっていることが多い。またコミック化に際して描き下ろしのマンガが巻の最初と最後に挿入されている。

## 単行本

### 第1巻
第1話「ケータイムマシーン」
自転車に乗った少女が轢き殺してしまった未来人は、携帯電話型のタイムマシンを持っていた。少女は携帯電話型のタイムマシーンを使って救急車を呼ぼうとするが、間違って1192と押してしまい、1192年の鎌倉幕府にタイムスリップ。その後現代に戻ってきたが、源頼朝も一緒についてきてしまった。
第2話「希望という名のUFO」
いじめられっ子の自殺死体が校舎の屋上で発見された。少年が自殺する前、歴代のいじめられっ子が彼をひきとめ、UFOを呼ぶ儀式に参加することになってしまう。
第3話「孫思いのおっちょこちょいババア」
オレオレ詐欺集団がババアを標的にした詐欺計画の顛末を描く。詐欺集団はババアに銀行にお金を振り込めと言ったが、ババアは犯人達のアジトに直接届けに来てしまう。そこで犯人達は無理に孫をでっちあげてお金を奪おうとする。
第4話「スーパー名探偵」
探偵漫画を読みすぎたばかりに最初の1コマ目で犯人がわかるようになってしまった少年。ある日少年は電車の中で目の前に座っている男が犯人だと気がついた。そしてその犯人を捕まえるために男の後を尾行し始めた。そして少年は犯人の自宅に辿り着く。
第5話「ブスジャック」
バスジャック犯がバスを乗っとり、騒ぐと人質のブスを殺すと乗客たちを脅す。そこへ、ブスのケータイに彼氏のたけしから電話が入る。たけしはブスに新しい彼女ができたから別れると告げたのだ。絶望したブスは、バスジャックが持っていた包丁で首を切って死のうとする。
第6話「柿の恩返し」
老夫婦が暮らす家に柿が実をつけた。ところが柿の葉が隣家に大量に落ちていることに激怒した隣の奥さんから、実を全部よこすという契約を強引に結ばされる。

### 第2巻
第7話「花咲かミュージシャン」
アイコは路上ライブを行っているが、中々観客が集まらない。そこに犬があらわれアイコは餌を与える。すると犬がアイコと一緒に歌を歌い出しそれを見て観客が集まり始めた。
第8話「シムラからの年賀状」
カトウは毎年知人のシムラから年賀状を貰うが、シムラの結婚後、内容に異変が起きる。
第9話「浮気」
釣りを口実に浮気をしていた男は、浮気相手から魚をアリバイ工作のために貰う。しかし父と魚釣りをしたいあまり図鑑の魚を全て覚えてしまった子供の鉄郎は、父の魚が日本で採れない魚（パールン）である事に気付く。
第10話「引きこもり」
15年間引きこもりを続けている磯野鉄郎は、毎週、母親にヤンジャンを買いに行かせていた。ある日、鉄郎がアウトドア派の人々に対する恨みを吐いた直後、天地が逆転し…。
第11話「ビデオバカ」
何でもかんでもビデオカメラで撮影したがる男は、妻・花子の出産シーンを産婦人科の分娩室で撮影していた。その時、カメラがバッテリー切れを起こし、充電するために分娩室の機械の電線をコンセントから勝手に外してしまう。
第12話「ストーカー」
花子はストーカーに付け狙われている日々。ある日、ストーカーは花子がレイプ魔に襲われるのを目撃する。
第13話「楢山プシコ」
食物が乏しい飢えた村で山から帰ってきた父親は蓄えの食べ物を実母のババアが勝手に食ってしまったことで妻と揉める。すったもんだの末にババアを山に捨てることにした父親は吊り橋を渡る。

### 第3巻
第14話「ゲボラ」
テレビに映りたいがために、閉店する人気ラーメン屋の列に並ぶ父親。それを家で見ていた三兄弟。すると突然臨時ニュースが入る。ラーメン屋厨房から鼠が発見されたのである。しかも鼠は軍事施設から脱走した非常に強い病原菌に感染している生物兵器だという。
第15話「ゲームNO」
テレビゲームに夢中のたけしは、ゲーム中で勇者がやられると同時に意識を失う。医師は母親にゲームをやりすぎて勇者の死と自分の死との区別がつかなくなる「勇者なりきり病」と告げる。現代医学では治癒困難で病室に生命維持装置をつけられ仮死状態のまま横たわるたけし。数年後、奇跡が起こりたけしの目が覚めた。しかし、世界は一変していた。
第16話「壁の声」
男は夜中に隣の部屋から奇妙なうめき声を聞くが、隣人の山田にも同様の声が聞こえていた。山田は男が発している声だと判断して殺害してしまう。ところがうめき声はやまず、その時初めて山田は、部屋と部屋の間に何かがいることに気づく。
第17話「反抗期」
部長から反抗期の息子に気をつけるようにアドバイスを受けた部下。帰宅すると息子の太郎が通せんぼしていたため、殴られるのではないかと身構える。
第18話「正夢」
息子の治療費を稼ぐために道路建設工事の土方で働く男。自動販売機まで使い走りをさせられ、お駄賃のお釣りで宝くじを買うと1等当選していた。しかし、全ては夢だった。がっかりしてまた工事に向かうと、なんとさっきの夢通りに自動販売機まで使い走りさせられお釣りをもらう。
第19話「ピースサイン」
鉄道事故の現場から中継中、テレビに映って目立とうと後ろでピースサインを繰り返していた2人の青年に犠牲者の霊が取り憑いてしまう。
第20話「三ツ星レストラン」
三ツ星レストランに入った漫画家・画太郎だが、出されたのはまずい料理だった。金返せとごねていると、隣のテーブルで誕生日パーティーが始まり、ギャルが恥ずかしい踊りを披露。画太郎は感動して息子の誕生日パーティーを予約するが、楽屋の奥でギャル達は謎の震えを起こしていた。そして予約の日、画太郎親子が見たものは。

### 第4巻
第21話「ミラーマン」
通学中の女子高生に痴漢行為を執拗に繰り返すオッサン。それを目撃した少年は痴漢を撃退したが、女子高生の正体は…。
第22話「欠陥住宅」
旅行から帰宅した夫婦だが、旅行前と比べて家が一回り小さくなっているような違和感を覚える。雨漏りが見つかり、修理業者から欠陥住宅だということを知らされたため、工務店に殴り込むが聞き入ってもらえない。そんな中、地震で家が倒壊してしまう。
第23話「たらいまわし」
いじめっ子の家の庭で首吊り死体が見つかる。受験勉強に影響が出ることを恐れたいじめっ子の親子は、いじめを止められなかった学校のせいにしようと教室に死体を吊るし直す。
第24話「クリスマス」
クリスマス当日。子供を喜ばせるようにと、部長からサンタのコスプレセットを譲り受け、いざ煙突から入り込むが…。
第25話「セーブボタン」
中学生の宇治うじ太はネチ山ネチ夫からいじめられる毎日。いじめを目撃した鈴木鈴香ちゃんにかばわれた際、鈴香ちゃんのおっぱいを揉みたいという衝動に駆られてしまうがなかなか勇気が出ない。そんな中、死亡するとボタンを押した時点から人生をやり直せるという「セーブボタン」をババアから譲り受け、ネチ夫への復讐と鈴香ちゃんのおっぱいを揉むことを決意する。
第26話「わらってごらん2008」
「わらってごらん」の新作。

### 第5巻
第27話「オナメラ」
オナラが原因で室内でのデートをためらっていた花子は、肛門にはめることでオナラの音がチャルメラの音になり、臭いもとんこつラーメンになるという「オナメラ」をババアから譲り受ける。
第28話「分別おやじ」
引っ越してきたばかりのみゆきはゴミを分別せずに投棄したため、町の名物という分別オヤジにゴミをばら撒かれる。
第29話「ビリビリブートキャンプ」
受験生の山田は眠気覚ましに深夜の通販番組の「ビリビリブートキャンプ」を見て早速注文するが…。
第30話「スピード」
世界水泳大会で優勝したクソ山ユースケは表彰式の前にトイレに駆け込むが、水着が脱げなくなってしまい、コーチに排便を手伝ってもらう。その最中、表彰式に来ないと失格になるというアナウンスがあった。
第31話「さがしもの」
アダルトビデオをレンタルしてきたシコ山シコゾウは家に帰って早速見ようとするが、リモコンが見つからない。早く寝ないと会社に遅刻するためあきらめて寝るが、夢の中にAV女優の亜田ルト（あだると）が現れる。
第32話「緊急ニュース速報」
研究が進み、人の死を数十秒前に予知することが可能となった近年、有名人の死を直前に知らせる緊急ニュース速報が始まった。

### 第6巻
第33話「僕の彼女は肉便器」
ジャンプで新連載の「僕の彼女は肉便器」にて、萌え絵と萎え絵が1週ごとに交互に掲載されていることに気づいたミチオとシゲル。そして、作者のモエ山☆ナエルは「モエ山モエゾウ」と「ナエ山ナエル」の2人組だったことが判明する。
第34話「マスノート」
電車の窓から外を眺めてオナニーしているおっさん。何に欲情していたかというと、偶然にも女の子が全裸でシャワーを浴びていたのだった。なぜシャワーを浴びていたことを知っていたのか、その秘密はおっさんが電車を降りたときに落とした「マスノート」にあった。
第35話「すいかわり」
スイカ割りをしていたマイケルはトラックにはねられてしまうが、スイカが向かってきたと言ってスイカ割りを続けようとする。トラックにはねられて幻覚を見ているのだろうと思いきや、本当に頭がスイカの模様になっている人物が向かってきた。その正体は…。
第36話「温暖化」
温暖化の影響から、国会議員の軽装化を推進していった末に全裸となってしまい、やがて国会議員は20代のイケメン美女ばかりとなった。その後、総理大臣は国民総選挙で決めることとなり、それぞれの党首がインパクトのあるマニフェストを掲げて選挙に挑む。
特別読切「フラッシュアニメ物語」
本作のフラッシュアニメ化を記念した読切。

### 第7巻
第37話「おバカタレント」
イケメン俳優のイケ山メンゾウは全く英語を話せない上にヅラであり、一方、おバカタレントのうすらバカ太郎が流暢に英語を話すということがスクープとなった。その結果、両者の人気はがた落ちとなってしまい、人気タレントに返り咲きするため2人の人格を入れ替えることにする。
第38話「モンスターペアレント」
母親は高級外車を標的にして息子タケシを投げつけ、あたかも車にはねられたかのように因縁をつけて慰謝料をふんだくり続けていた。ある日、タケシは医師が運転する車にぶつけられたが、治療のために医師の自宅まで運び込まれた。そこで母親が見たものは…。
第39~41話「ラスト」
第37話で全く英語を話せなかったイケ山メンゾウが英会話学校に通った結果、流暢に話せるようになったのだが、突如ハエに姿を変えてしまった。同様に英語を話せる者だけがハエに姿を変えているという。一体、どこで何が起こっているのだろうか。
最終話「実録　ハレンチオーディション」
漫☆画太郎デビュー20周年記念企画のキャンペーンガール（G☆ガールズ）のオーディションの様子を隠し撮りしたもの（という設定）。

### 画太郎先生だぁ〜い好き
『画太郎先生だぁ〜い好き』（がたろうせんせいだぁ〜いすき）は漫☆画太郎の漫画短編集。内容としては「世にも奇妙な漫☆画太郎」未収録のエピソードを全て、回収、収録している。
「釣り」　（2007年月刊少年チャンピオン2月号、秋田書店）
「ビデオレター」　（2009年月刊ヤングチャンピオン7号、秋田書店）
「平成うらしま太郎」　（2009年ビジネスジャンプ1号、集英社）
「漫才グランプリ」　（2009年ビジネスジャンプ6号、集英社）
「ランドセル」　（2007年ビジネスジャンプ21号、集英社）
「分別ババア」 （2008年月刊少年チャンピオン2月号、秋田書店）
「バラバラ殺人事件」　（2008年ビジネスジャンプ18号、集英社）
「有視」　（2008年ビジネスジャンプ21号、集英社）
「なるほど（前編）」　（2009年ビジネスジャンプ4号、集英社）
「なるほど（後編）」　（2009年ビジネスジャンプ5号、集英社）
「P.246~269」 （2009年月刊少年チャンピオン2月号、秋田書店）
「合作・浦安鉄筋家族」 （2001年週刊少年チャンピオン増刊『浦安鉄筋家族なつやすみ増刊』、浜岡賢次、秋田書店）
書籍情報
ヤングチャンピオン・コミックス、秋田書店より発売。
- ISBN 978-4-253-14293-9
- 刊行 2009年11月5日